# جلال‌آباد (بردسکن)
جلال‌آباد نام روستایی از توابع بخش شهرآباد شهرستان بردسکن در استان خراسان رضوی است. این روستا در دهستان شهرآباد قرار دارد و براساس سرشماری سال ۱۳۸۵ جمعیت آن ۸۴۳ نفر (۲۱۴ خانوار) بوده است.